# Krzywa Lévy’ego

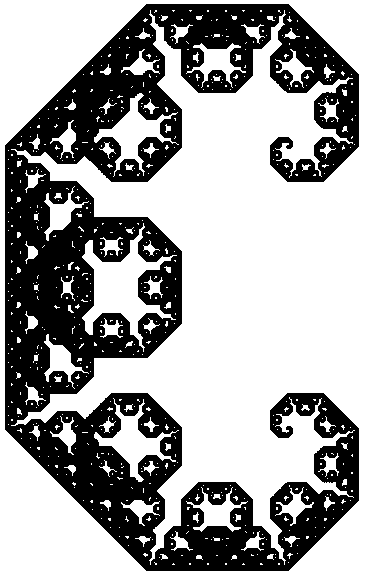
Krzywa C

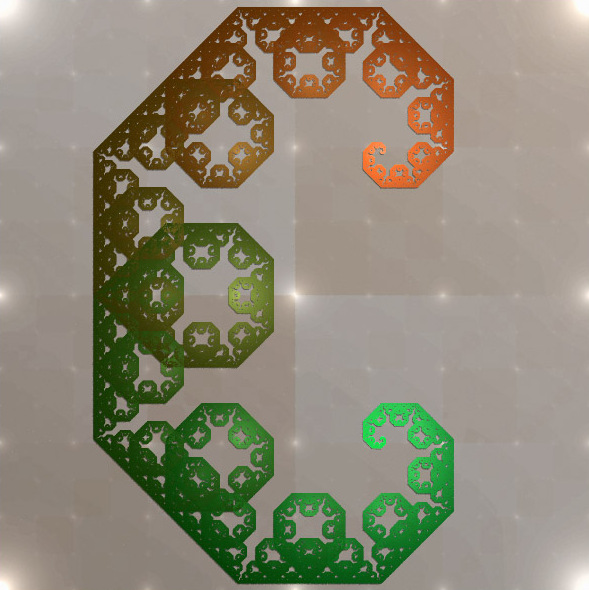
krzywa C w systemie IFS

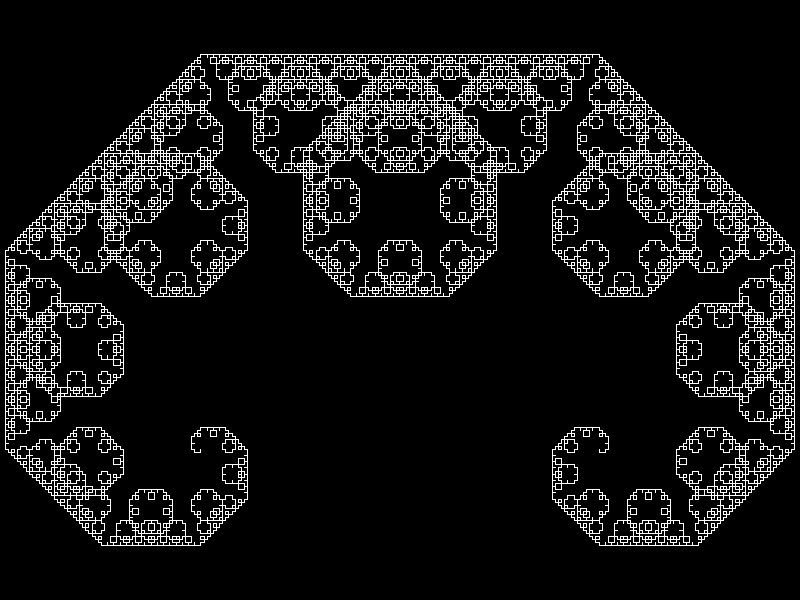
krzywa C w L-systemie, po 12 przejściu

Krzywa Lévy’ego lub krzywa C – krzywa matematyczna. Nazwa pochodzi od francuskiego matematyka Paula Lévy’ego.